# المجلس التأسيسي الكويتي
المجلس التأسيسي الكويتي من 20 يناير 1962 حتى 20 يناير 1963، تم أنشاء المجلس بهدف صياغة دستور دولة الكويت حيث يتكون المجلس من 31 عضواً 20 عضواً ينتخبهم الشعب الكويتي و11 عضو بحكم المنصب وهم الوزراء حيث أجريت انتخابات المجلس في يوم السبت 30 ديسمبر 1961 وانتخب المجلس في جلسته الأولى التي عقدت يوم السبت 20 يناير 1962 عبداللطيف محمد الغانم رئيساً للمجلس والدكتور أحمد محمد الخطيب نائباً للرئيس.

## إنشاء المجلس
بعد حصول الكويت على الاستقلال عام 1961 قرر أمير الكويت آنذاك الشيخ عبد الله السالم الصباح أن يؤسس نظاماً ديمقراطياً يشترك فيه الشعب بالحكم، وكانت البداية برغبة من الأمير بوضع دستور دائم للكويت، وكي يكون الدستور نابعاً من الشعب تقرر عمل انتخابات لاختيار ممثلين من الشعب يصيغون الدستور الدائم للكويت، وفي يوم 26 أغسطس 1961 أصدر الشيخ عبد الله السالم الصباح مرسوم أميري تحت رقم 22 لسنة 1961 يقضي بإجراء انتخابات للمجلس التأسيسي وذلك لإقامة نظام ديمقراطي.
افتتح الشيخ عبد الله السالم الصباح أول جلسات المجلس بتاريخ 20 يناير 1962، وأُختير السيد عبداللطيف محمد ثنيان الغانم رئيساً للمجلس والدكتور أحمد محمد الخطيب نائباً للرئيس. شُكلت لجنة وضع الدستور والتي تكونت من 5 أعضاء وأُختير الشيخ سعد العبد الله السالم الصباح رئيساً للجنة. وصاغ أعضاء اللجنة دستور الكويت الدائم والمعمول به حتى الآن.
أمر الشيخ عبد الله السالم الصباح أبناء الأسرة الحاكمة الأعضاء بالمجلس التأسيسي نتيجة وجودهم كوزراء بأن يمتنعوا من التصويت على أي مادة من مواد الدستور وترك ذلك لأعضاء المجلس المنتخبين وذلك كي يكون الدستور شعبي. وُضع الدستور في خمسه أبواب ويتكون من 183 مادة.[بحاجة لمصدر]

## أعضاء المجلس
أجريت الانتخابات في 30 ديسمبر 1961 وذلك لاختيار أعضاء المجلس التأسيسي المكلف بوضع دستور الكويت، قسمت الكويت بهذه الانتخابات إلى 10 دوائر انتخابية، وكل دائرة تنتخب عضوين ليكون عدد أعضاء المجلس 20 عضواً يضاف إليهم الوزراء. أسفرت الانتخابات عن فوز 19 عضواً جديداً بينما فاز عضو واحد كان عضواً في المجلس التشريعي الثاني في عام 1938 وهو عبد اللطيف محمد ثنيان الغانم. وجمع ثلاث أعضاء منتخبين بين عضوية المجلس وتولى الوزارة، وهم السادة حمود الزيد الخالد وعبد العزيز حمد الصقر ومحمد يوسف النصف. وأعضاء المجلس هم:
الأعضاء المنتخبون:
| 1. أحمد خالد الفوزان 2. أحمد محمد الخطيب 3. حمود الزيد الخالد 4. خليفة طلال الجري 5. سعود عبد العزيز العبد الرزاق 6. سليمان أحمد الحداد 7. عباس حبيب مناور المسيلم 8. عبد الرزاق سلطان أمان 9. عبد العزيز حمد الصقر 10. عبد الله فهد اللافي الشمري | 1. عبد اللطيف محمد ثنيان الغانم 2. على ثنيان صالح الأذينة 3. مبارك عبد العزيز الحساوي 4. محمد رفيع حسين معرفي 5. محمد وسمي ناصر السديران 6. محمد يوسف النصف 7. منصور موسى المزيدي 8. نايف حمد جاسم الدبوس 9. يعقوب يوسف الحميضي 10. يوسف خالد المخلد المطيري |

أعضاء بحكم وظائفهم، وهم الوزراء
| 1. جابر الأحمد الجابر الصباح 2. خالد العبد الله السالم الصباح 3. جابر العلي السالم الصباح 4. سعد العبد الله السالم الصباح 5. سالم العلي السالم الصباح | 1. صباح السالم الصباح 2. صباح الأحمد الجابر الصباح 3. مبارك الحمد الصباح 4. عبد الله الجابر الصباح 5. محمد الأحمد الجابر الصباح 6. مبارك عبد الله الأحمد الصباح |

## مصادقة الدستور
في 11 نوفمبر 1962، قدّم أعضاء المجلس التأسيسي إلى أمير الكويت في قصر السيف مشروع الدستور الذي أقره المجلس. وخلال مراسم تقديم المشروع، ألقى رئيس المجلس التأسيسي عبد اللطيف محمد ثنيان الغانم كلمة أمام الأمير تضمنت:
صاحب السمو أميرنا...
إنه لشرف كبير لزملائي أعضاء لجنة الدستور ولشخصي أن نتقدم إلى سموكم في هذا اليوم التاريخي نيابة عن المجلس التأسيسي بمشروع الدستور الذي رأيتم وضعه للبلاد على أساس المبادئ الديموقراطية المستوحاة من واقع الكويت.
وكل رجائنا أن يأتي هذا الدستور محققاً لآمالكم الكبيرة لخير شعبكم الوفي الأمين.
صادق أمير الكويت، الشيخ عبد الله السالم الصباح، على مشروع الدستور الذي قُدّم إليه من قبل المجلس التأسيسي، ليصبح بذلك دستوراً دائماً لدولة الكويت. وقد خطّ الأمير في مقدمة الدستور عند التصديق عليه الكلمات التالية:
نحن عبد الله السالم الصباح أمير دولة الكويت.
رغبة في استكمال أسباب الحكم الديموقراطي لوطننا العزيز وإيماناً بدور هذا الوطن في ركب القومية العربية وخدمة السلام العالمي والحضارة الإنسانية، وسعياً لمستقبل أفضل ينعم فيه الوطن بمزيد من الرفاهية والمكانة الدولية، ويفيء على المواطنين مزيداً كذلك من الحرية السياسية والمساواة والعدالة الاجتماعية ويرسي دعائم ما جبلت عليه النفس العربية من اعتزاز بكرامة الفرد وحرص على صالح المجموعة وشورى في الحكم مع الحفاظ على وحدة الوطن واستقراره.
وبعد الإطلاع على القانون رقم 1 سنة 1962 الخاص بالنظام الأساسي للحكم في فترة الانتقال
واصل المجلس التأسيسي عمله حتى 20 يناير 1963، قبل أن يُقرر حلّ نفسه لإجراء أول انتخابات برلمانية لاختيار أعضاء مجلس الأمة الأول.